# دی هاویلند دی‌اچ.۳۴
دی هاویلند دی‌اچ. ۳۴ (به انگلیسی: De_Havilland_DH.34) یک هواگرد ملخ‌پیشین تک‌موتوره از نوع مسافربری ساخت شرکت د هویلند است. هواگرد دی‌هاویلند دی‌اچ. ۳۴ نخستین پروازش را در ۲۶ مارس ۱۹۲۲ میلادی انجام داد. این هواگرد در سال ۱۹۲۲ میلادی رسماً معرفی گردید و در سال‌های ۱۹۲۲ تولید شده‌است. در مجموع، تعداد ۱۲ فروند از این هواگرد ساخته شده‌است.
طراح این هواگرد، جفری د هویلند بود.